# Alpino (1939)
«Альпіно» (італ. Alpino) — військовий корабель, ескадрений міноносець типу «Сольдаті» Королівських ВМС Італії за часів Другої світової війни.

## Історія створення
«Альпіно» був закладений 2 травня 1937 року на верфі компанії Cantieri Navali del Tirreno e Riuniti в Анконі. Спущений на воду 18 вересня 1938 року, 20 квітня 1939 року увійшов до складу Королівських ВМС Італії.

## Історія служби

### Довоєнна служба
Після вступу у стрій «Альпіно» був включений до складу 13-ї ескадри есмінців кораблі «Гранатьєре», «Фучільере» та «Берсальєре».
У 1939 році він здійснив походи до берегів Північної Африки та Додеканеських островів.

### Друга світова війна
Есмінець брав активну участь у битвах Другої світової війни на Середземноморському театрі дій, супроводжував власні та переслідував ворожі конвої транспортних суден.
9 липня 1940 року есмінець брав участь у бою біля Калабрії
27 листопада 1940 року у складі 13-ї ескадри брав участь в бою біля мису Спартівенто.
Під час бою біля мисів Матапан 27-29 березня прикривав пошкоджений лінкор «Вітторіо Венето» від атак ворожих літаків.
15 квітня 1941 року, під час супроводу конвою, есмінець атакував нерозпізнаний підводний човен. 10 жовтня надавав допомогу теплоходу «Дзено», важко пошкодженому ворожим торпедоносцем.
Під час першої битви у затоці Сидра 17 грудня 1941 року «Альпіно» входив до складу З'єднання дальнього прикриття адмірала Анджело Якіно.
Під час другої битви у затоці Сидра 22 березня 1942 року «Альпіно» діяв у складі 3-ї дивізії крейсерів адмірала Анджело Парона. Уночі після бою вн отримав наказ йти на допомогу есмінцю «Ланчере», який тонув, але через сильний шторм сам ледве міг рухатись і зумів врятувати лише декількох чоловік з екіпажу «Ланчере».
Навесні-влітку 1942 року «Альпіно» був приданий 8-й дивізії крейсерів, яка базувалась в Наварині, і здійснював виходи в море для супроводу конвоїв. 3 серпня брав участь у порятунку членів екіпажу теплохода «Монтевізо», потопленого британським підводним човном.
В ніч з 18 по 19 квітня 1943 корабель був на стоянці в порту Ла-Спеція, коли місто піддалося руйнівному бомбардуванню 170 літаків бомбардувальної авіації Королівських військово-повітряних сил. Кілька разів у корпус «Альпіно» влучали запалювальні бомби, які екіпаж спромагався загасити. Нарешті одна з бомб влучила в артилерійський льох корабля й від колосального вибуху «Альпіно» був підкинутий у повітря й швидко затонув в акваторії порту. Переважна більшість особового складу загинула під час бомбардування, лише незначній кількості вдалося врятуватися та дістатися берегу.
Незабаром есмінець було піднято, але до строю не введено. 24 квітня 1945 затоплений Німеччиною в Генуї через загрозу захоплення союзниками, знову піднято і в 1946 розібраний на брухт.
Виключений зі списків флоту 18 жовтня 1946.